# Chiesa di Santa Maria del Sasso (Ternate, Italia)
La chiesa di Santa Maria del Sasso è un edificio religioso nel comune di Ternate, in provincia di Varese ed arcidiocesi di Milano; fa parte del decanato di Sesto Calende. 

## Storia
Le prime testimonianze scritte dell'esistenza dell'edificio risalgono al 22 aprile 1540, quando con un documento gli uomini di Ternate furono convocati per assegnare la chiesa da loro edificata e popolarmente denominata Santa Maria de Saxo a Mauris de Vulpi dell'Ordine di Sant'Ambrogio ad Nemus, frate presso l'eremo di Santa Caterina del Sasso a Leggiuno. In cambio i borghigiani di Ternate si impegnavano costruire un piccolo monastero annesso alla chiesetta. Quest'opera su portata a termine solo parzialmente: è certo che dopo anni di abbandono due frati prima de 1572 tornarono nella chiesa, celebrando messa senza il permesso del locale curato.
Tra il 1650 e il 1750 nella gestione dell'eremo di Santa Caterina del Sasso subentrarono i padri carmelitani della congregazione di Mantova, che rientrarono per qualche tempo anche a Ternate, usufruendo del conventino annesso alla chiesa di Santa Maria del Sasso. Anche questi frati, tuttavia, lasciarono la sede ternatese come conseguenza del progressivo abbandono dell'eremo di Leggiuno. Durante la loro permanenza furono i fautori dell'odierno assetto dell'edificio, risultato di lavori portati a compimento a metà del XVII secolo.
Tra il 1980 e il 1990 vennero eseguiti diversi interventi conservativi degli intonaci e fu sistemata la nicchia con la statua della Madonna sull'altare maggiore della chiesa. Nel contempo fu riconfigurato l'assetto del presbiterio, dove fu posato un nuovo pavimento.
Annualmente il parroco del paese vi celebra una funzione religiosa in occasione delle celebrazioni della Santa Titolare nella prima settimana di settembre.

## Architettura
La chiesa sorge sul colle che sovrasta l'abitato di Ternate. Oggi non è più individuabile il perimetro dell'antico monastero, ma rimane la chiesa tenuta in buone condizioni. Lo sviluppo planimetrico vede un'unica aula rettangolare scandita in due campate coperte da volte a vela e un presbiterio rettangolare. Sulla controfacciata si individua l'impianto di una finestra a serliana, di cui nel tempo sono state chiuse le due aperture laterali, tanto che in facciata è visibile solo quella centrale a tutto sesto.
La facciata a capanna è impostata secondo uno schema molto semplice: è presente un'unica porta centrale (sormontata dalla finestra sopra descritta) e l'intonaco grigio è arricchito solo da un semplice cornicione in laterizio intonacato. La copertura è a doppia falda con ordito in legno, con un piccolo campanile a vela che si innalza sulla falda verso valle.